# Tarek Eltayeb

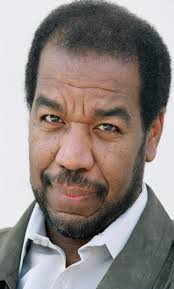
Tarek Eltayeb (2015)

Tarek Eltayeb (* 1959 in Kairo) ist ein ägyptisch-österreichischer Schriftsteller und Wirtschaftswissenschaftler sudanesischer Herkunft. Seit 1984 lebt er in Wien. 

## Leben
Tarek Eltayeb wurde als Sohn sudanesischer Eltern in Kairo geboren und wuchs in Ägypten auf. Er schloss sein Studium der Betriebswirtschaftslehre an der Ain-Schams-Universität 1981 mit dem akademischen Grad Bakkalaureus ab. Anschließend arbeitete er bis 1984 als Buchprüfer in Kairo, bevor er sechs Monate im Irak verbrachte. 
Nach seiner Übersiedlung nach Wien im Jahr 1984 nahm er 1985 seine schriftstellerische Tätigkeit auf. Zudem studierte er an der  Wirtschaftsuniversität Wien und wurde im Jahr 1997 mit seiner Dissertation Der Transfer von Ethik durch Technologie im Kampf zwischen Identität und Profit am Institut für Wirtschaftsphilosophie zum Doktor der Sozial- und Wirtschaftswissenschaften promoviert. Sein Studium finanzierte er sich mit zahlreichen Jobs, zum Beispiel als Zeitungskolporteur, Prospektverteiler, Tellerwäscher, Sprachlehrer und später als Dolmetscher.
Neben seiner schriftstellerischen Tätigkeit lehrt Eltayeb an der Universität Wien. der IMC Fachhochschule Krems und der Universität Graz.
Eltayeb war niederösterreichischer Botschafter zum Europäischen Jahr des interkulturellen Dialogs 2008.
Eltayeb ist mit der Arabistin und Islamwissenschaftlerin Ursula Eltayeb verheiratet, die auch seine Texte vom Arabischen ins Deutsche übersetzt.

## Werke (Auswahl)
Tarek Eltayebs Werke sind unter anderem in arabischer, englischer, serbischer, französischer, mazedonischer und deutscher Sprache publiziert worden.
In deutscher Sprache
- Ein mit Tauben und Gurren gefüllter Koffer. Prosatexte und Gedichte. edition selene, Wien 1999.
- Städte ohne Dattelpalmen. Übersetzung des Romans. edition selene, Wien 2000; 2. Auflage 2005.
- Aus dem Teppich meiner Schatten. Gedichte. edition selene, Wien 2002.

- Das Palmenhaus. Übersetzung des Romans. Schiler Verlag, Berlin 2007.
- Er in Erinnerung. Gedichte. Schiler Verlag, Berlin/Tübingen 2012.
- Tarek Eltayeb (Podium Porträt). Gedichte, Podium Verlag, Wien 2019

In arabischer Sprache
- Mudun Bila Nakhil. Roman. Kairo 1992; 3. Aufl. 2007.
- El-Asanser. Theaterstück. Kairo 1992.
- Al-Gamal La Yaqif Khalfa Ishara Hamra. Kurzgeschichten. Kairo 1993.
- Udhkuru Mahasin... . Kurzgeschichten. Kairo 1998.
- Takhlisat. Irhab al-Ayn al-Bayda. Lyrik. Kairo 2002.
- Bacd Az-Zann. Lyrik. Kairo 2007.
- Bayt An-Nakhil. Roman. Kairo 2006, 4. Aufl. 2014.
- Bicna al-Ard wa-Farihna bi-l-Ghubar. Lyrik. Beirut 2010.
- Laysa Ithman. Lyrik. Kairo 2011.
- Mahattat min as-Sira adh-Dhatiya. Autobiographische Essays. Kairo 2012.
- Wa Atoof cAariyan. Roman. Kairo 2018.
- Lahw Al Ilah Al Saghier. Roman. Tunis 2018.
- Al-Rihla 797 al-Mutagiha ila Vienna. Roman. Kairo 2014 und 2016.
- Naharat. Essays. Kairo 2016.

## Stipendien und Auszeichnungen
- Arbeitsstipendium des Bundeskanzleramtes, 1996, 1998, 2000
- Großes Projektstipendium für Literatur, 2001, 2002, 2003
- Reisestipendium des Bundeskanzleramtes, 2002, 2003, 2004, 2007
- Buchprämie für Städte ohne Dattelpalmen, 2003
- Elias-Canetti-Stipendium der Stadt Wien, 2005
- Großes Stipendium für Literatur (Literar-Mechana), 2005